# Cholon

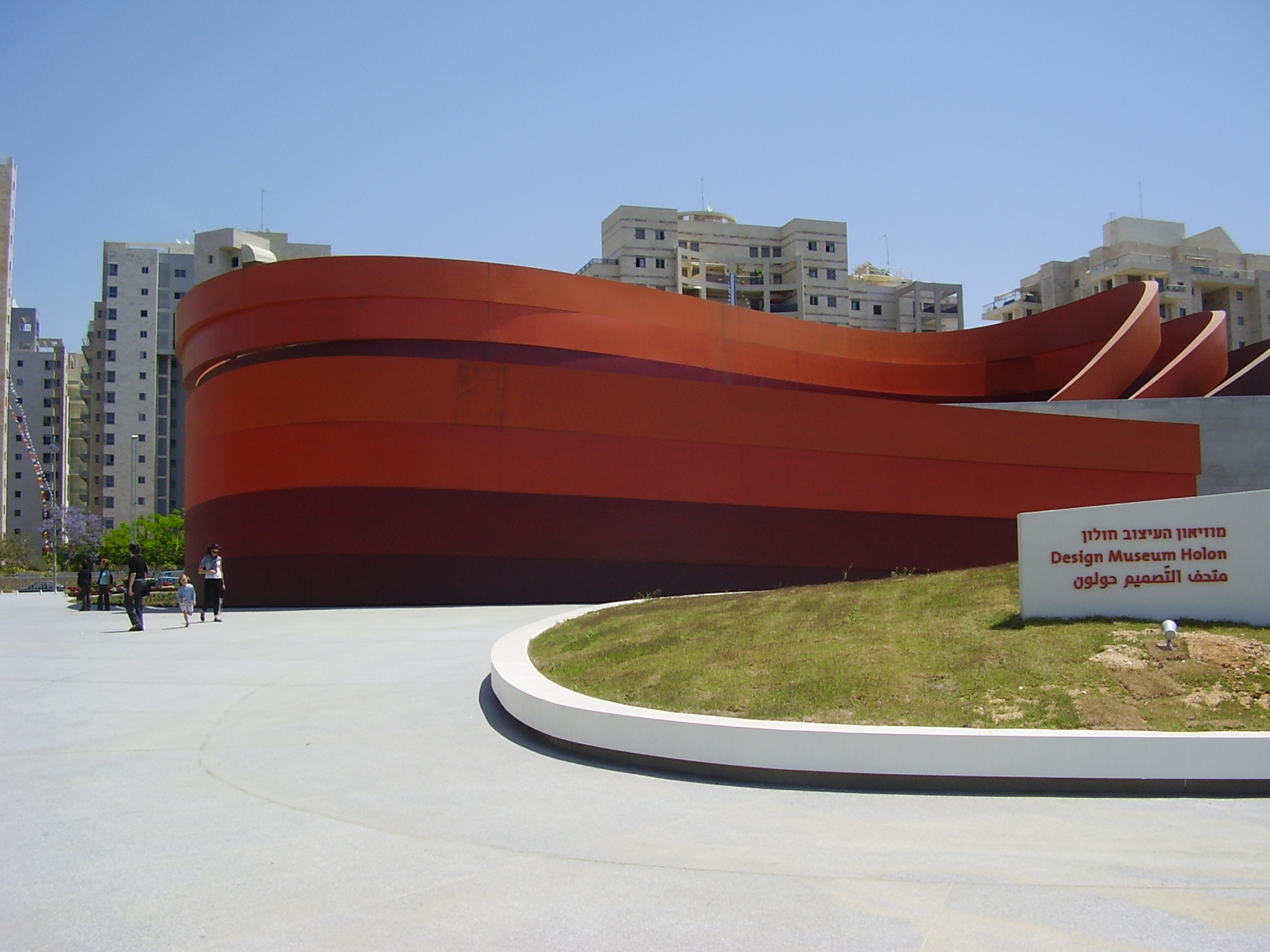
Das Design-Museum

Cholon (hebräisch חוֹלוֹן, arabisch حولون, in Sprachen ohne den Laut ch (IPA χ) auch: Holon) ist eine Stadt in Israel in der Metropolregion Gusch Dan südlich von Tel Aviv-Jaffa. Im Westen grenzt sie an Bat Jam und im Süden an Rischon leTzion. Cholon gehört zu den größten Städten Israels. Die Stadt ist ein Industrie-Vorort von Tel Aviv-Jaffa. In ihr befindet sich nach Haifa die zweitgrößte Industriezone Israels.

## Geschichte
Cholon wurde benannt nach dem Sand (hebräisch: Chol), auf dem es ab 1934 errichtet wurde und gleichzeitig nach einer Stadt im Gebiet des Stammes Jehuda (Juda) (Josua 15,51). Auf dem Stadtgebiet befinden sich die Reste der antiken Stadt Azor. 1950 erhielt sie den Status einer Stadtverwaltung.

## Einwohner
Das israelische Zentralbüro für Statistik gibt bei den Volkszählungen vom 8. November 1948, 22. Mai 1961, 19. Mai 1972, 4. Juni 1983, 4. November 1995 und vom 28. Dezember 2008 für Cholon folgende Einwohnerzahlen an:
| Jahr der Volkszählung | 1948  | 1961   | 1972   | 1983    | 1995    | 2008    | 2015    | 2016    | 2017    |
| Anzahl der Einwohner  | 9.561 | 48.970 | 98.779 | 133.460 | 163.082 | 170.633 | 188.834 | 190.838 | 192.624 |

In Cholon existiert eine kleine samaritanische Gemeinde.

## Bürgermeister
- 1950–1953 Chaim Kugel
- 1953–1987 Pinchas Eylon
- 1987–1988 Chaim Scharon
- 1988–1993 Mosche Rom
- 1993–2024 Moti Sasson
- seit 2024 Shai Keinan[2]

## Sport
Cholon hat einen bekannten Basketballverein mit dem Namen Hapoel. Der bekannteste Fußballverein der Stadt ist Zafririm; dieser Verein spielt seit 2004 in der dritten israelischen Liga.

## Kultur
Cholon ist der Ort der jährlichen Israelischen Gesangstage (Yeme Zemer). Ein kultureller Höhepunkt ist die jährliche musikalische Sommerschule, die von Daniel Barenboim organisiert wird.
Cholon hat ein bekanntes Kindermuseum, das Holon Children’s Museum, in dem u. a. Blindheit und Gehörlosigkeit simuliert werden können, und das Egged-Busmuseum mit über 60 historischen Bussen aus der Zeit der Entstehung Israels. Ebenfalls seit 2010 gibt es das Israeli Center for Digital Art im Jessy-Cohen-Viertel. Eine Besonderheit des CDAs ist, dass es die von ehemaligen Einwandererfamilien mit niedrigem Einkommen geprägte Nachbarschaft aktiv in seine Aktivitäten einbezieht.
Der Museumsbau des Design Museum Holon wurde vom Architekten Ron Arad entworfen und im März 2010 unter der Leitung von Alon Sapan eröffnet, es umfasst ein Kulturzentrum mit öffentlicher Bibliothek, die als die größte öffentliche Bibliothek Israels angepriesen wird, sowie die Holon Cinémathèque, das Israel Cartoon and Comics Museum und ein Kindertheater.

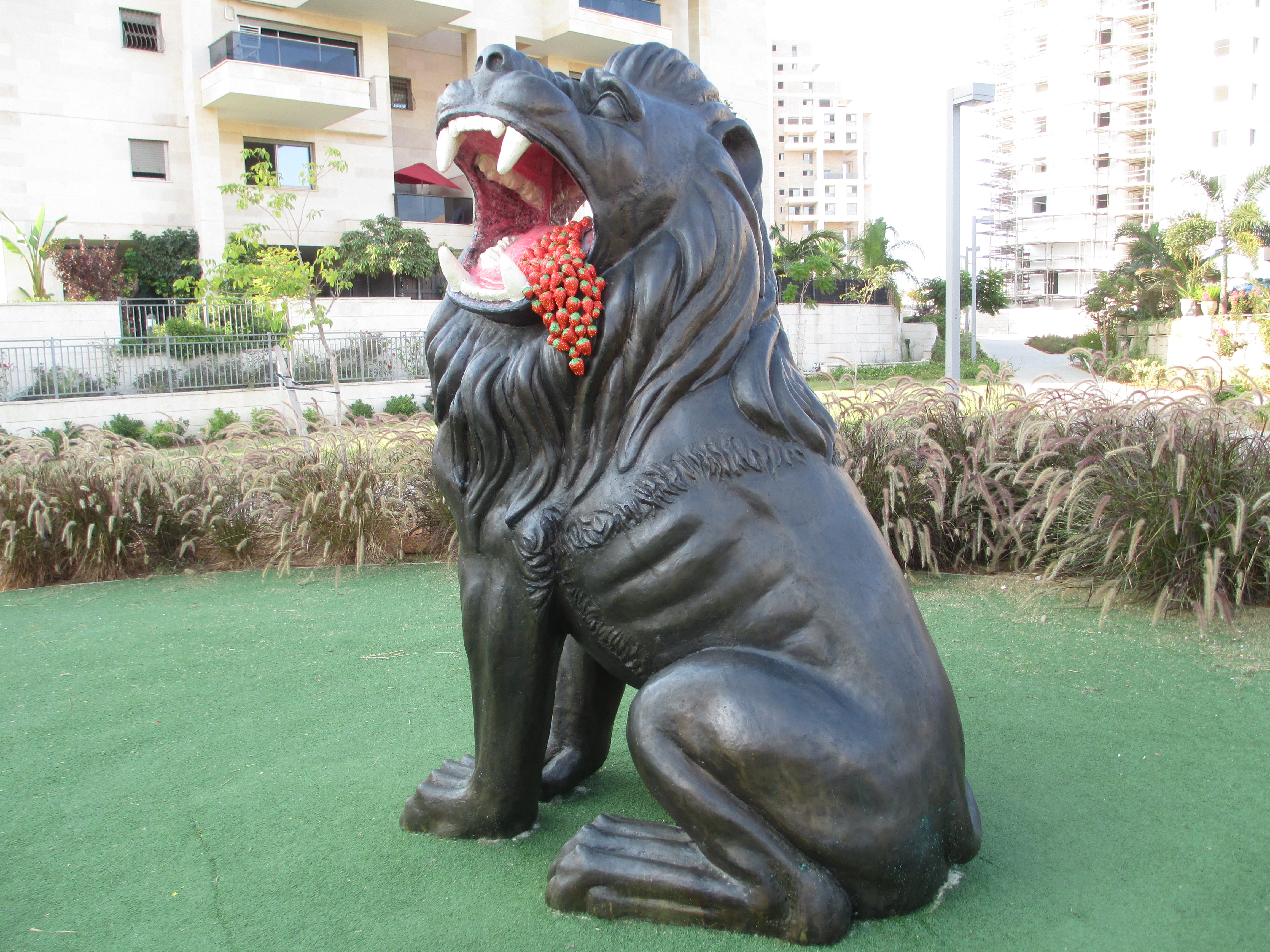
Der Löwe, der Erdbeeren liebte, Skulptur von Asaf Lifshitz im Geschichten-Park von Cholon

## Bildung
- Holon Institute of Technology (HIT)

## Persönlichkeiten
- David D’Or (* 1965), Kontratenor
- Dana International (* 1969), Popsängerin
- Dan Ettinger (* 1971), Dirigent
- Eli Cohen (* 1972), Politiker
- Lior Narkis (* 1976), Sänger
- David Ben Dayan (* 1978), Fußballspieler
- Adi Himelbloy (* 1984), Schauspielerin und Model
- Omri Casspi (* 1988), Basketballspieler
- Ben Sahar (* 1989), Fußballspieler
- Adam Yakobi (* 1998), Leichtathlet
- Maayan Zikri (* 2003), Rollstuhltennisspielerin

## Städtepartnerschaften

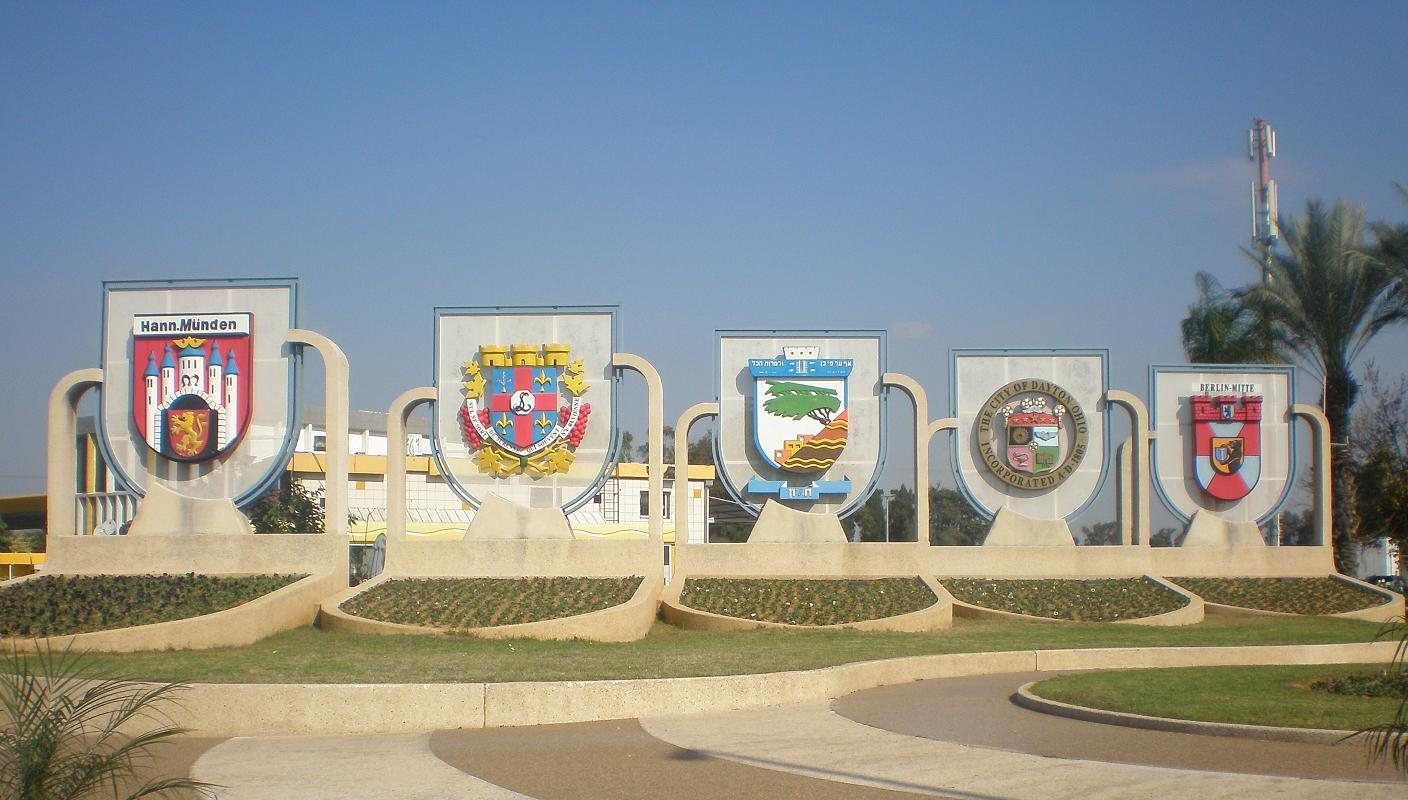
Die Wappen der Partnerstädte in Cholon

- Suresnes, Frankreich, seit 1961
- Bezirk Mitte, Berlin, Deutschland, 1980 mit dem Berliner Bezirk Wedding gegründet, der 2001 in den neuen Bezirk Mitte aufging
- Hann. Münden, Niedersachsen, Deutschland, seit 1988[10]
- Dayton, Ohio, Vereinigte Staaten, seit 1998
- Anshan, Volksrepublik China, seit 2000